# Аметист

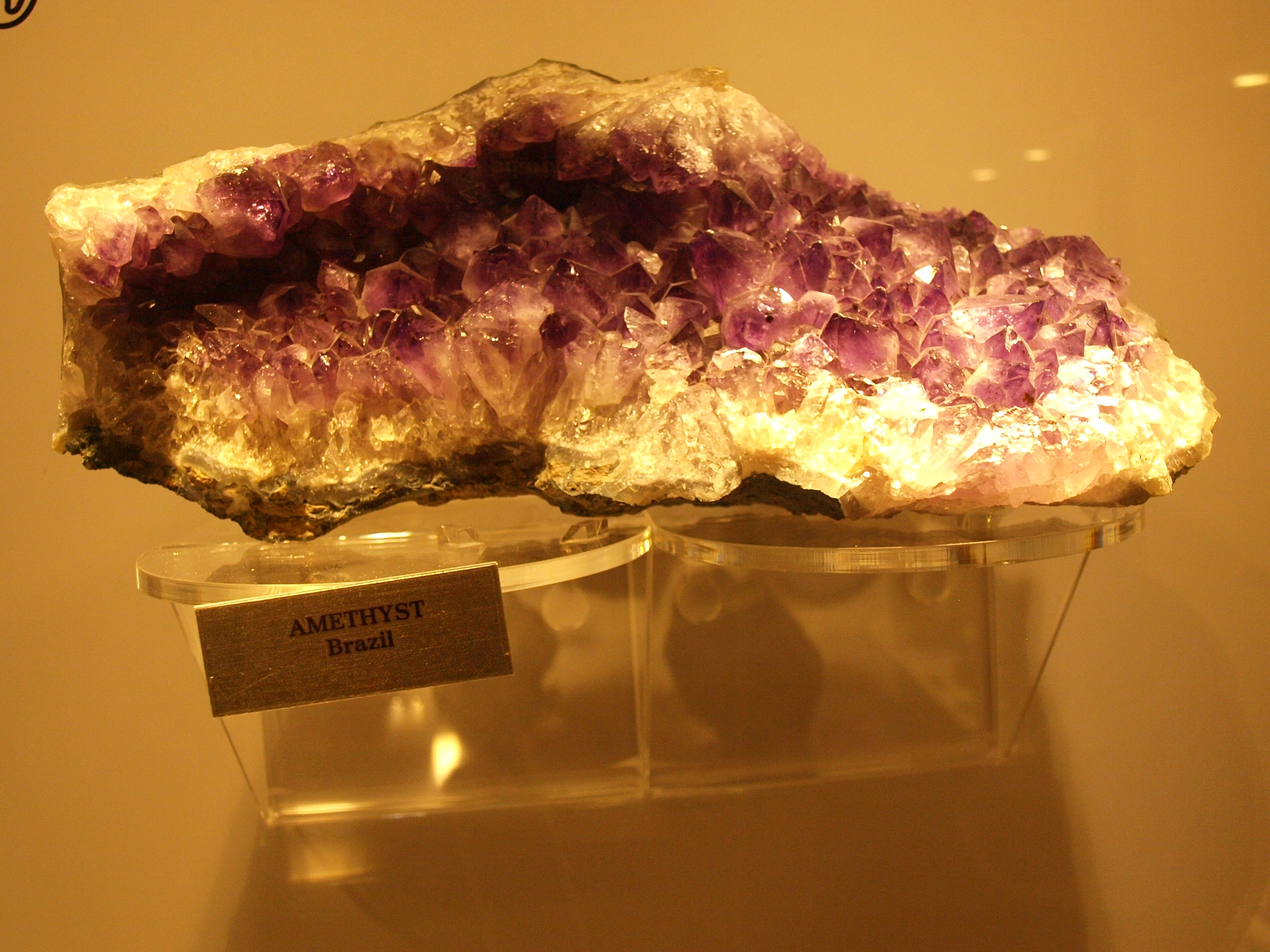
Друза кристалів аметисту з Бразилії, Австралійський музей, Сідней

Амети́ст (від грец. αμεθυστος — «тверезий», за стародавнім повір'ям — засіб проти сп'яніння) — мінерал групи кварцу.
Назва походить від грецького ἀμέθυστος (amethystos) — «протидія сп'янінню».

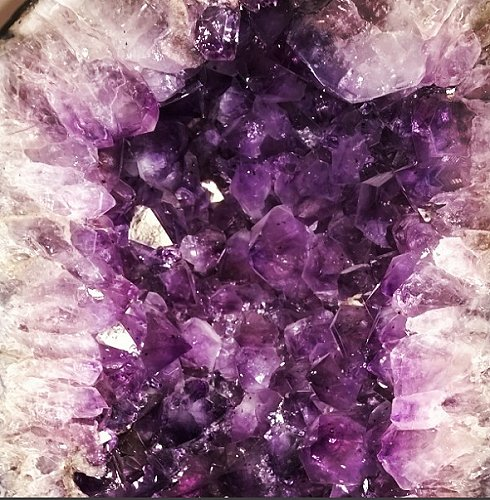
Жеода

## Загальний опис
Хімічна формула: SiO2 — діоксид кремнію.
Прозорий фіолетовий різновид кварцу, забарвлення якого має радіаційну природу і обумовлено структурною домішкою Fe3+ і Fe2+, що заміщує Si або перебуває в міжвузлях. Колір також пов'язують з домішками марганцю або органічного барвника. Відтінки забарвлення — від блакитнувато-фіолетового, лавандово-синього до пурпурно-темного.
В українській науковій літературі вперше описаний в лекції «Про камені та геми» Феофана Прокоповича (Києво-Могилянська академія, 1705—1709).
Як напівдорогоцінний камінь використовується в ювелірних та художніх виробах.

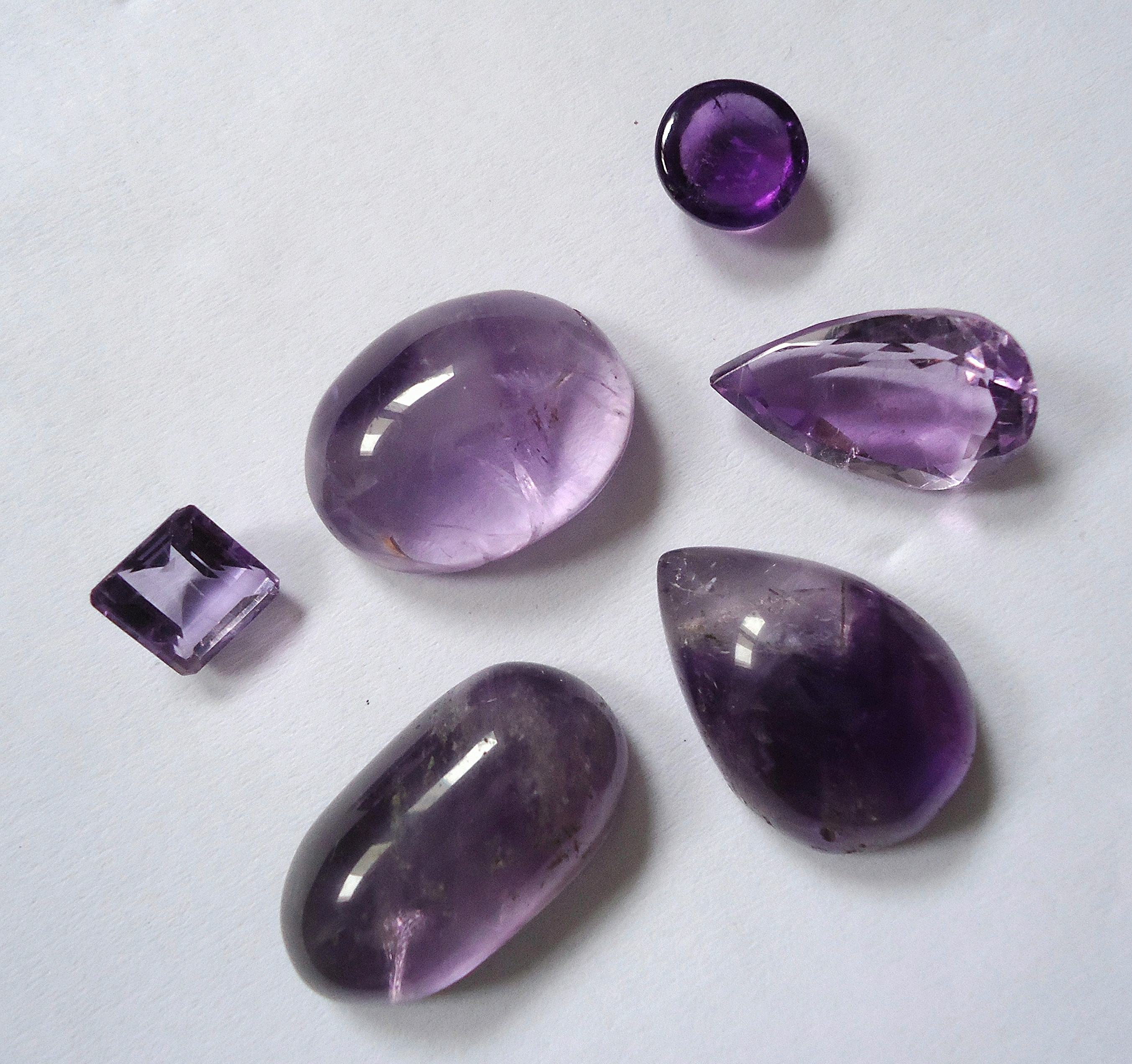
Полірований аметист

## Різновиди і застосування назви
Прожарювання аметистів за температури 470—750°С призводить до зміни їхнього забарвлення на золотисто-жовте — цитринове, а необережне нагрівання — взагалі до його зникнення. Більшість цитринів, що надходять на ринок, являють собою обпалені аметисти. При радіоактивному опроміненні первинне забарвлення відновлюється.
На ринку дорогоцінних каменів часто використовують торгові найменування, які не відповідають їх мінералогічній назві:
- богемський топаз або золотистий, індійський, іспанський, саламанський топаз, мадейра-топаз, пальмейра-топаз, сьєрра-топаз — цитрин (обпалений аметист)
- віденський аметист — фіолетова шпінель або фіолетовий корунд
- аметист західний — власне аметист
- аметист літієвий — торговельна назва кунциту — рожевого чи фіолетового різновиду сподумену
- аметист саксонський — апатит фіолетового кольору
- аметист східний корунд — застаріла назва фіолетового корунду або торговельна назва прозорої відміни корунду
- аметист підробний — будь-який камінь, що за кольором і блиском нагадує аметист, зазвичай флюорит
- аметист-сапфір (фіолетовий різновид корунду)

## Поширення
Зустрічається в гранітних пегматитах, кварцових жилах і у вигляді друз в порожнинах вулканічних порід в основному на Уралі, в Індії, США, Уругваї і Бразилії.
В Україні є на Волині (Житомирська область) та в Криворізькому і Донецькому басейнах, також у Рівненській області.

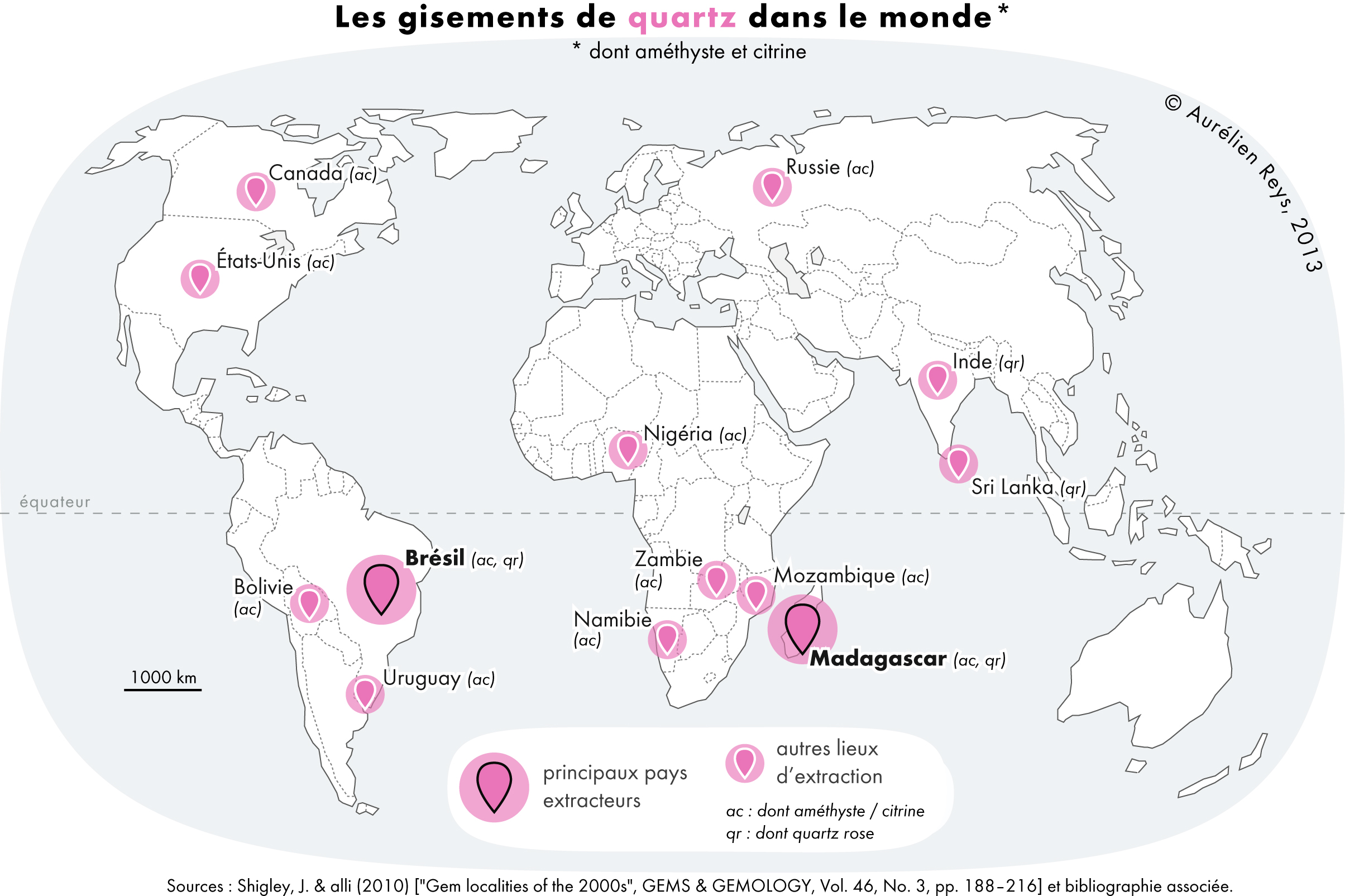
Країни виробники аметисту та кварцу